# Total System Services
Total System Services (kurz: TSYS) ist ein US-amerikanisches Unternehmen auf dem Gebiet der Zahlungsdienstleistungen. 

## Geschichte
Die Geschichte des Unternehmens gründet auf eine Textilfabrik aus Columbus in Georgia aus dem Jahr 1888. Nachdem der Fabrikdirektor erfahren hatte, dass seine Arbeiter keine sichere Aufbewahrungsmöglichkeit für ihre Löhne hätten, bot er ihnen an, das Geld in einem Tresor des Unternehmens zu verwahren und den Angestellten Zinsen auszuzahlen. Aus dieser anfänglichen Idee entstand eine eigenständige Bank, die später als Columbus Bank and Trust Company bekannt wurde und noch heute als Synovus Financial Corporation aktiv ist. Im Jahr 1959 führte das Institut als eine der ersten Banken des Bundesstaates Georgia die Kreditkarte ein. Durch eine Ausgründung der operativen Tätigkeiten mit Zahlungsdienstleistungen der Bank entstand 1983 das Unternehmen Total System Services, Inc.
TSYS bietet heute Systeme für die Durchführung von Kreditkartenzahlungen an und liefert Software und Terminals für die Vorort- oder Onlinezahlung sowie für die mobile Zahlungsabwicklung.
Im Mai 2019 wurde bekannt, dass der Zahlungsdienstleister Global Payments eine Übernahme von TSYS anstrebt. Hierfür wurde ein Betrag in Höhe von 21,5 Milliarden US-Dollar geboten. Die Übernahme wurde im September 2019 abgeschlossen.